# Каратово
Каратово (баш. Ҡарат) — село в Туймазинском районе Республики Башкортостан Российской Федерации. Административный центр Каратовского сельсовета.

## География

### Географическое положение
Расстояние до:
- районного центра (Туймазы): 42 км,
- ближайшей ж/д станции (Туймазы): 42 км.

## Население
| 2002 | 2009 | 2010 |
| ---- | ---- | ---- |
| 293  | ↗297 | ↘267 |

Национальный состав
Согласно переписи 2002 года, преобладающая национальность — башкиры (77 %).